# Интервали на жицама
Гитара се састоји од обично шест жица. Почевши од шесте жице, њихови називи су  [e - h - g - d- a - e], које звуче октаву ниже. Звук се постиже окидањем жица прстима или трзалицом (плектроном, плектрумом). Најчешћи систем квартно-терцног штимовања (италијански штим) користи за три дубље - басове жице тонове: велико Е и А и мало d, а за три тање, мелодијске струне: мало g и h и e. Музичка нотна литература за гитару записана је за октаву више него што стварно звучи.

## Интервали међу жицама
Постоји тонски размак између две жице који се назива интервал. Од шесте до прве жице, размаци између жица су следећи:
- Између жице E и A постоји чиста кварта (енг. Perfect 4th). Разлика између те две жице представља пет полустепена или два и по цела степена.
- Између свих осталих жица је исти интервал, као и код Е и А, сем између жица G и B.
- Између жица G и B се налази велика терца (енг. Major 3rd) код које је размак између тонова четири полустепена, или цела два степена.

Дакле, свака жица је тонски размакнута за чисту кварту, сем жица G и B, које су размакнуте за велику терцу. Када би између сваке жице био размак чисте кварте, један исти акорд (на пример, Е-дур), са истим обликом, би на жицама ниже такође био дурски акорд. Уколико би се на пример акорд Е-дур преместио на жице испод, то би био А-дур, или на жице још ниже, Д-дур. То би успело када би гитара била наштимована тако да размак између сваке жице буде чиста кварта, али пошто постоји изузетак, то не функционише тако.
Да би Е-дур на жицама ниже постао А-дур, нота која се налази на жици B се мора померити за пола степена више. Исти случај би био и са Д-дуром, нота која се налази на B жици се мора померити за пола степена више, да би се створио акорд Д-дур.

## Мелодијски и хармонски интервали
Мелодијски интервали представљају свирање једне ноте за другом. Сви интервали у лествици су мелодијски, јер се свирају појединачно и континуирано. Неки од њих свирају се на истој жици, док се други свирају на различитим жицама. Важно је само да се две ноте интервала свирају одвојено. Сваког пута када се користи једна по једна нота на гитари, користе се мелодијски интервали.
Хармонски интервали представљају свирање две ноте истовремено. Хармонски интервали се често користе када се свирају квинтакорди (енг. power chords). Једина разлика између ових интервала је то што се мелодијски интервали свирају један по један, а хармонски интервали више нота истовремено.
Разлог због којег је важно знати разлику између мелодијских и хармонских интервала је тај што се користе на различите начине. Најједноставније је размишљати о мелодијским интервалима како граде скале, а о хармонским интервалима како граде акорде. Када се свира соло на гитари, користи се много мелодијских интервала, а када се свира прогресија неких акорда, користи се пуно хармонских интервала.

## Облици интервала
Интервали граде све на гитари, од скала до акорда. Прва нота која се свира у, на пример, акорду, је коренска нота (енг. root note). Представља термин за почетни интервал. Коренска нота за Ц-дур би била Ц нота.

### Чиста прима
Чиста прима (unison note) јесте исти тон две различите ноте. Технички је интервал, али растојање између нота је нула. На пример, нота F се налази на првом прагу Е жице. Шест полустепена, или три цела степена на ноти ниже је иста нота F, која производи исти тон.
Могуће је пронаћи чисте приме на много места на гитари, конкретно за F ноту, чисте приме се налазе на слици која приказује дијаграм.

### Мала секунда
Први "стварни" интервал назива се мала секунда (енг. Minor 2nd). Мала секунда се често среће у скраћеном запису записује као m2. Мала секунда је удаљена од коренске ноте за један праг, односно за пола степена на истој жици. Уколико се свира на различитим жицама, интервали изгледају другачије. На пример, када би коренска нота била нота А на Е жици, мала секунда би била нота А#B♭, на А жици. Облик за малу секунду је исти на свим жицама, сем између жица B и G, где се доњи интервал помера за пола степена више. Мелодијски интервал звучи у реду, али хармонијски интервал звучи непријатно. Овај неугодан и не баш исправан звук назива се дисонанца.

### Велика секунда
Један праг више, за пола степена, односно за цео степен више од коренске ноте налази се велика секунда (енг. Major 2nd, или скраћено M2).  На истој жици, велика секунда представља интервал од једног целог степена. На различитим жицама, интервали су другачији. Наиме, ако би коренска нота била А нота на Е жици, онда би њена велика секунда на А жици била нота B. Исти је облик за све жице, сем за жице B и G, где се доњи интервал помера за пола степена више.

### Мала терца
Један праг више, за пола степена, односно за један и по цели степен од коренске ноте се налази мала терца (енг. Minor 3rd, скраћено m3). За разлику од претходна два, овај хармонијски интервал звучи много боље, што се назива консонанца. Ово је израз за стабилнију звучну ноту. Мала терца је заиста важан интервал који молским акордима и скалама даје њихов мрачни и тужни звук. На истој жици, мала терца је удаљена за један и по степен од коренске ноте. На различитим жицама има другачији облик. Наиме, уколико би коренска нота била нота А на Е жици, онда би њена мала терца била нота C на А жици. Такав облик се наставља све до G и B жице, где се доњи интервал помера за пола степена више, а затим се враћа у нормалан облик.

### Велика терца
Велика терца (енг. Major 3rd, скраћено М3) јесте терца код које је размак између тонова четири полустепена, или два цела степена. Правило које важи и за претходне интервале, важи и за велику терцу. Облик интервала је исти, сем између G и B жице, где се доњи интервал помера за степен више. Велика терца је јако важан интервал у музици, јер даје акордима и скалама срећан тон.

### Чиста кварта
Један полустепен више од велике терце је чиста кварта. Чиста кварта (енг. Perfect 4th, скраћено P4)  је кварта код које је размак између тонова пет полустепена. Облик интервала је исти, сем између G и B жице, где се доњи интервал помера за степен више. У прошлости (средњовековно доба), чиста кварта се сматрала „савршеном“, па отуда и назив.

### Умањена квинта
Умањена квинта (енг. Augmented 4th или Diminished 5th, скраћено A4 или d5) код које је размак између тонова шест полустепена. По звучности је еквивалентна прекомерној кварти. Ова два интервала су иста. Облик интервала је исти, сем између G и B жице, где се доњи интервал помера за степен више. Ово је помало чудан интервал у музици и дисонантан је. Постоји још једно име за овај интервал које се користи, а то је тритон.

### Чиста квинтa
Чиста квинта (енг. Perfect 5th, скраћено P5) код које је размак између тонова седам полустепена. Налази се један полустепен изнад умањене квинте. Интервал П5 је невероватно важан у музици и користи се често, поготово у гранџ музици и рок музици, као квинтакорд.

### Мала секста
Један полустепен више од чисте квинте, налази се мала секста (енг. Minor 6th, скраћено m6). Мала секста је консонантан интервал и користи се у тужној музици. Мала секста на различитим жицама представља и једну жицу размака. Облик интервала је исти, сем између D и B жице, као и између G и E жице. Од мале сексте почиње да се користи овај образац.

### Велика секста
Један полустепен више од мале сексте, се налази велика секста (енг. Major 6th, скраћено M6). Велика секста, као и мала секста, на различитим жицама представља и једну жицу размака. Облик интервала је исти, сем између D и B жице, као и између G и E жице. 

### Мала септима
Један полустепен више од велике сексте, се налази мала септима (енг. Minor 7th, скраћено m7). Мала септима, као и велика и мала секста, на различитим жицама представља и једну жицу размака. Облик интервала је исти, сем између D и B жице, као и између G и E жице. М7 је дисонантан интервал, али се обично сматра да има „меку“ дисонанцу.

### Велика септима
Један полустепен више од мале септиме, се налази велика септима (енг. Major 7th, скраћено M7). И она, као и претходних неколико облика, на различитим жицама представља и једну жицу размака. Облик интервала је исти, сем између D и B жице, као и између G и E жице. М7 је дисонантни интервал. Када се репродукује као хармонични интервал, може се приметити необичан, климави звук - сличан ономе код интервала м2. Разлог овоме јесте што је интервал М7 толико близу октаве да се чује један чудан сукоб тона.

### Чиста октава
Октава (енг. Octave, скраћено P8)  код које је размак између тонова дванаест полустепена. Један полустепен више од велике септиме, и 12 полустепена од почетне ноте. На различитим жицама представља и једну жицу размака. Октава је невероватно важна у музици и на гитари. Уколико се свира акорд од три жице, трећа нота представља октаву. Октава је „савршени констонант“ због чега је означена као П8. Једини савршени консонант је чиста квинта, или П5.

## Облици интервала на разлитичитим жицама
- Дијаграм који приказује позиције чисте приме F ноте на гитари (поједностављено).
- Облик интервала мале секунде на различитим жицама.
- Облик интервала велике секунде на различитим жицама.
- Облик интервала мале терце на различитим жицама.
- Облик интервала велике терце на различитим жицама.
- Облик интервала чисте кварте на различитим жицама.
- Облик интервала умањене квинте на различитим жицама.
- Облик интервала чисте квинтe на различитим жицама.
- Облик интервала мале сексте на различитим жицама.
- Облик интервала велике сексте на различитим жицама.
- Облик интервала мале септиме на различитим жицама.
- Облик интервала велике септиме на различитим жицама.
- Облик интервала октаве на различитим жицама.